# Simulium petersoni
Simulium petersoni är en tvåvingeart som beskrevs av Stone och Defoliart 1959. Simulium petersoni ingår i släktet Simulium och familjen knott. Inga underarter finns listade i Catalogue of Life.